# Галоромански езици
Гало-романските езици са част от гало-иберийските езици, говорени главно в Северна Франция и Северна Италия. Те се разделят на:
- гало-италийски езици
  - ломбардски език - в Ломбардия и Южна Швейцария
  - емилиано-романьолски език - в Емилия-Романя и съседните райони, включително Сан Марино
  - пиемонтски - в Пиемонт
  - венециански език - в района на Венеция и Триест и съседните части на Хърватия и Словения
  - лигурски език - в Лигурия и съседните части на Франция, както и в Монако
- гало-ретийски езици
  - севернофренски езици
    - френски език
    - акадски френски език - в Южна Луизиана
    - пикардски език - в Пикардия и съседните части на Франция и Белгия
    - шампански език
    - франко-провансалски език - в Савоя и съседните части на Италия и Швейцария
    - зерфатски език - изчезнал език на френските евреи

  - ретийски езици
    - рето-романски език – в Източна Швейцария
    - фриулийски език – в Североизточна Италия
    - ладински – в Североизточна Италия